# Ульсторпская кирха
Ульсторпская кирха (швед. Ullstorps kyrka) — лютеранский храм в Ульсторпе, в коммуне Тумелилла в лене Сконе. Является храмом церковного прихода Тумелилла епархии Лунда Шведской Церкви. Храм основан в XII веке.
Церковь в романском стиле, построенная в Ульсторпе в XII веке, состояла из нефа, нижних узких хоров и полукруглой апсиды. В XV веке к ней была пристроена колокольня, а потолок храма перекрыли крестовыми сводами.
В 1890-е годы церковь была существенно перестроена и приобрела современный вид. От старого храма сохранились лишь стены нефа и некоторые части колокольни. Новая церковь получила больший неф и трёхгранный престол.
Алтарный образ и кафедра датируются XVII веком. Самым старым предметом в интерьере церкви является средневековая кадильница.
Вначале в церкви использовали фисгармонию. В середине XX века в храме установили орган, построенный в 1956 году мастером Бо Ведрупом из Уппсалы. В 1968 году этот инструмент перенесли в Спьютсторпскую кирху. Современный механический орган был построен в 1968 году мастером Эмилем Хаммером Оргельбау из Ганновера в Германии.